# Малая Туяхланья
Малая Туяхланья (устар. Малая Туяхлань-Я) — река в Берёзовском районе Ханты-Мансийского автономного округа. Устье реки находится в 37 км по левому берегу реки Туяхланья. Длина реки составляет 12 км.

## Данные водного реестра
По данным государственного водного реестра России относится к Нижнеобскому бассейновому округу, водохозяйственный участок реки — Северная Сосьва, речной подбассейн реки — Северная Сосьва. Речной бассейн реки — (Нижняя) Обь от впадения Иртыша.